# 용암문
용암문(龍巖門)은 북한산성에 있는 암문으로, 원래 이름은 용암암문(龍巖暗門)이었다. 조선 시대 단위로 규모는 높이 6척 5푼, 너비 7척 5푼이다.